# Rio São Francisco
O rio São Francisco (popularmente conhecido por Velho Chico) é um curso de água inteiramente em território brasileiro, sendo o quarto maior rio do Brasil e da América do Sul. Passa por cinco estados e 521 municípios do país, iniciando seu percurso no estado de Minas Gerais, atravessando a Bahia, determinando os limites interestaduais entre ela e Pernambuco e entre Sergipe e Alagoas para, por fim, desaguar no Oceano Atlântico. Seu comprimento medido a partir da nascente histórica é de 2 814 quilômetros, mas alcança os 2 863 quilômetros quando medido a partir da nascente geográfica. Sua bacia hidrográfica tem uma área de aproximadamente 641 000 quilômetros quadrados, sendo considerado o "maior rio inteiramente nacional", e é chamado de "rio da integração nacional".
Atravessa regiões com condições naturais das mais diversas e tem seis usinas hidrelétricas. Apresenta dois estirões navegáveis: o médio, com cerca de 1 371 quilômetros de extensão, entre Pirapora (em Minas Gerais) e Juazeiro (na Bahia) / Petrolina (em Pernambuco), e o baixo, com 208 quilômetros, entre Piranhas (em Alagoas) e a foz, no Oceano Atlântico. Os aluviões recentes, os arenitos e calcários, que dominam boa parte da bacia de drenagem, funcionam como verdadeiras esponjas para reterem e liberarem as águas nos meses de estiagem, a tal ponto que, em Pirapora (em Minas Gerais), Januária (em Minas Gerais), e até mesmo em Carinhanha (na Bahia), o mínimo se dá em setembro, dois meses após o mínimo pluvial de julho.
As partes extremas superior e inferior da bacia apresentam bons índices pluviométricos, enquanto seus cursos médio e submédio atravessam áreas de clima bastante seco. Assim, cerca de 75% do deflúvio do São Francisco é gerado em Minas Gerais, cuja área da bacia, ali inserida, é de apenas 37% da área total. A área compreendida entre a fronteira Minas Gerais–Bahia e a cidade de Juazeiro (na Bahia), representa 45% do vale e contribui com apenas 20% do deflúvio anual. Mesmo quando penetra a zona sertaneja semiárida, consegue manter-se perene, apesar da intensa evaporação, da baixa pluviosidade, e dos afluentes temporários da margem direita. Tem seu volume d'água diminuto, mas não totalmente, graças ao mecanismo de retroalimentação proveniente de seu alto curso e de afluentes no centro de Minas Gerais e oeste da Bahia. Nesse trecho, o período das cheias ocorre de outubro a abril, com altura máxima em março, no fim da estação chuvosa. As vazantes são observadas de maio a setembro, condicionadas à estação seca.

## Topônimo
Seus nomes primitivos seriam, segundo Armindo Guaraná, Parapĩtinga (da junção das palavras em tupi-guarani pará - "rio", e petinga, "branco") ou Opará (da contração do artigo português "o" com o tupi-guarani pará, "para exprimir a grandeza desse rio, o rio por excelência").
A alcunha «Rio da Integração Nacional» se deve às entradas e bandeiras que nos séculos XVII e XVIII usaram-no como rota para penetrar no interior. Outro nome, «rio dos Currais», se deve a ter servido de trilha para fazer descer o gado do Nordeste à região de Minas Gerais, sobretudo no início do século XVIII, quando se achava ali o ouro que fez afluir milhões de pessoas à terra, fazendo a fortuna de muita gente e, afinal, integrando a região Nordeste às regiões Centro-Oeste e Sudeste.

## História

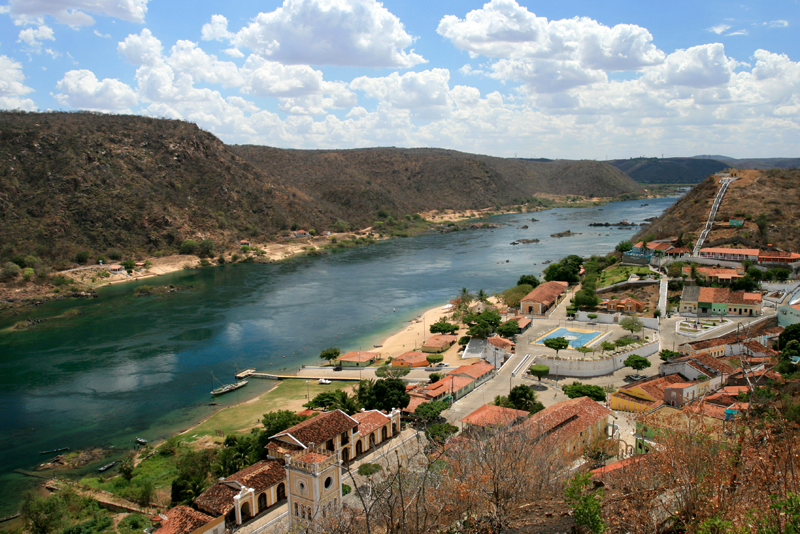
Sítio histórico e paisagístico da cidade de Piranhas, AL, tombado pelo IPHAN

Foi o rio avistado por europeus pela primeira vez em 4 de outubro de 1501 por Américo Vespúcio e, sendo aquele dia dedicado a são Francisco de Assis, foi batizado em sua homenagem.
Gabriel Soares de Sousa, no seu Tratado descritivo do Brasil de 1587, registrou ""Deste rio do Currurupe até o rio de São Francisco são seis léguas. Da ponta da barra Currurupe, contra o Rio de São Francisco se vai armando uma enseada de duas léguas, em a qual bem chegados à terra, estão os arrecifes de D. Rodrigo, onde também se chama o porto dos Franceses por se eles costumarem recolher aqui com suas naus à abrigada desta enseada, e iam por entre os arrecifes e a terra, com suas lanchas, tomar carga do pau de tinta no rio de Currurupe. (...) A terra que há por cima desta enseada até perto do rio de São Francisco é toda alagadiça, cuja água se ajunta toda em uma ribeira, que se dela faz, a qual vai entrar no rio de São Francisco até o porto das Pedras nor-nordeste su-sudoeste, e toma da quarta de norte sul".
Já no "Memória oferecida ao Senhor Presidente e mais Senhores do Conselho desta Cidade de Pernambuco, sobre a situação, lugares, aldeias e comércio da mesma cidade, bem como de Itamaracá, Paraíba e Rio Grande segundo o que eu, Adriaen Verdonck, posso me recordar", de 20 de maio de 1630, o autor diz: "Rio São Francisco. Em primeiro lugar, a jurisdição de Pernambuco estende-se até o Rio São Francisco, cerca de 40 milhas para o sul; nessa região os poucos habitantes, quase todos pastores, vivem unicamente de bois e vacas, para a criação dos quais a terra se presta muito, havendo ali grande quantidade desses animais; fazem também ali bastante farinha, pescam muito peixe e plantam também muito fumo; encontra-se igualmente algum pau-brasil, mas pouco açúcar e todas essas mercadorias são trazidas anualmente de uma vez para Pernambuco; à beira-mar tem-se achado frequentemente muito âmbar. No mesmo Rio São Francisco foi igualmente encontrada, há cerca de 12 anos, uma mina de prata (...)."
Segundo Câmara Cascudo o rio foi um obstáculo natural que impediu o conde Maurício de Nassau de conquistar a Capitania da Baía de Todos os Santos durante as Invasões Holandesas: "O rio S. Francisco, fronteira natural, insusceptível de controvérsia, é, nos mapas de Barléu, vazio de povoamento. Riscou o final para as avançadas militares de João Maurício de Nassau. Aí se deteve ele, sustendo com a mão enluvada de couro o cavalo que o levaria à cidade do Salvador. O rio riscou o limite. Os assaltos posteriores foram tentativas de jogo guerreiro (...) Pela exaustão das tropas ou certeza da impossibilidade de recursos, Nassau não passou o S. Francisco, depois de bater Bagnuolo. Deteve-o o S. Francisco quando não o detivera o Atlântico. E isso o perdeu".

## Geografia

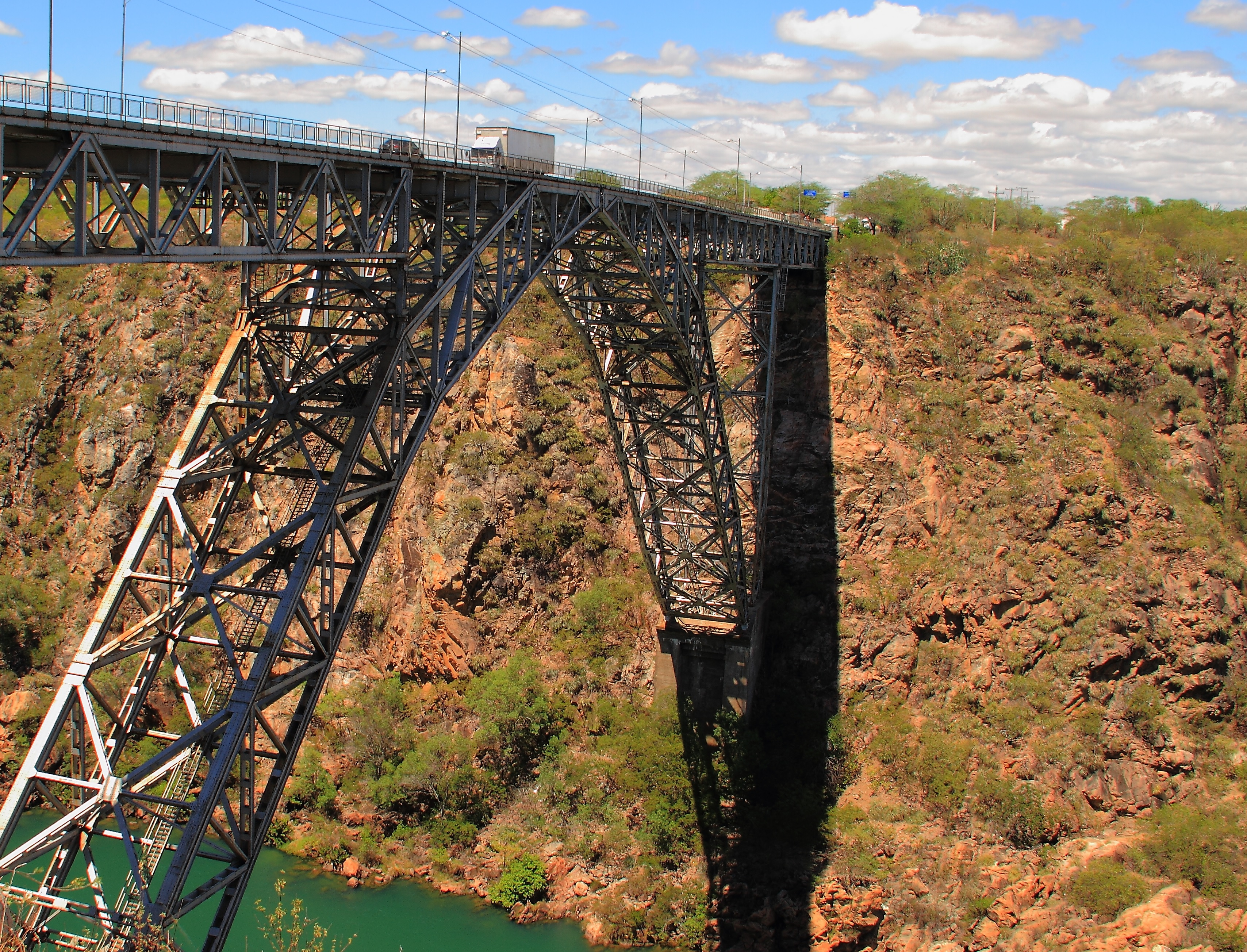
Ponte metálica de Paulo Afonso, BA, divisa BA/AL

Segundo fontes governamentais, tem uma extensão de 2 830 quilômetros e uma declividade média de 8,8 centímetros por quilômetro. A média das vazões na foz é de 2 943 metros cúbicos por segundo, e a velocidade média de sua corrente é de 0,8 metro por segundo, entre Pirapora e Juazeiro. Entre as características físicas do rio estão uma declividade média de 8,8 centímetros por quilômetro e velocidade média de corrente de 0,8 metros por segundo (entre Pirapora-MG e Juazeiro-BA).[carece de fontes?]
O rio São Francisco banha cinco estados, recebendo água de 90 afluentes pela margem direita e 78 afluentes pela margem esquerda, num total de 168 afluentes, sendo 99 deles perenes. É um rio de grande importância econômica, social e cultural para os estados que atravessa. Folcloricamente, é citado em várias canções e há muitas lendas em torno das carrancas[carece de fontes?] que até hoje persistem. Os trechos navegáveis estão nos seus médio e baixo cursos. O maior deles, entre Pirapora e Juazeiro–Petrolina, com 1 371 quilômetros de extensão, pode ser analisado em três subpartes, devido a algumas características distintas de seus percursos. O primeiro subtrecho, que se estende de Pirapora até a extremidade superior do reservatório de Sobradinho, próximo à cidade de Xique-Xique, tem 1 074 quilômetros de extensão. No médio São Francisco, a navegação é exercida pela FRANAVE, com frota de comboios adequada às atuais condições da via.
As principais mercadorias transportadas são cimento, sal, açúcar, arroz, soja, manufaturas, madeira e principalmente gipsita. No baixo e médio São Francisco, promove-se o transporte de turistas em embarcações equipadas com caldeiras a lenha.

### Nascente e extensão

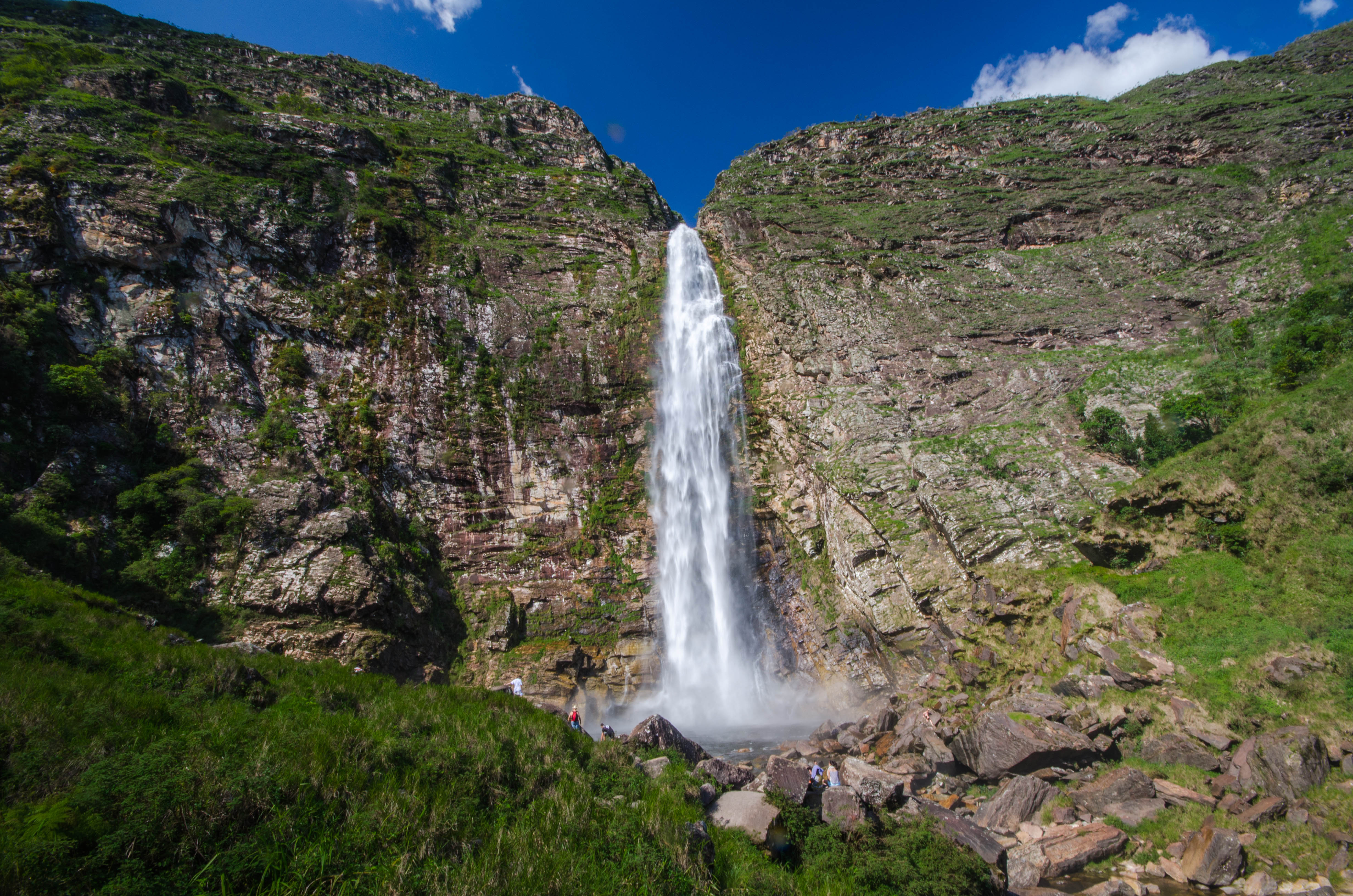
Rio São Francisco próximo de sua nascente em Minas Gerais. Na (foto) a Cachoeira Casca d'Anta

Em obra de 1638, maiormente creditada a Adriaen van der Dussen, relata-se o desconhecimento dominante das origens do rio e é registrada a hipótese de que suas cheias derivem do derretimento de neve em altas montanhas: "grande e belo rio, sempre abundante d'águas, principalmente no verão, quando, aliás, não chove e os demais rios desta costa minguam, e até alguns ficam inteiramente secos. Em alguns lugares o São Francisco mede 300 roeden de largura, e no verão inunda todas as terras baixas, o que os portugueses explicam, dizendo que ele deve ter as suas origens a algumas cem milhas para o interior, procedente de alguns montes altos e continuamente cobertos de neves, e como essas neves se fundem no verão, resulta daí uma grande enchente que faz o rio transbordar nessa estação". Van der Dussen desenvolve a hipótese, em 1640: "[o] São Francisco, o qual, se bem que seja um grande rio, sofre grande pressão do mar, o que acarretou a formação na sua barra de um banco de areia seco. Daí para dentro é rio de muita água, extenso e largo, contando diversas e férteis ilhas, tanto grandes como pequenas, onde pasta muito gado. A sua nascente e a região de onde provém são desconhecidas. No inverno, quando mais chove naquelas regiões, é que o rio conta com menos água, mas no verão, quando há seca, as suas águas crescem e inundam todas as terras baixas. O que parece indicar que a sua nascente está muito ao Sul, em altos montes gelados, cuja neve derretendo-se com o calor do verão, causa a enchente no rio".
Georg Marcgraf, em o Historia Naturalis Brasiliae de 1648, vai além conjecturando ter o fluxo do São Francisco aumentado no verão por originar-se das altas montanhas do Peru: " acredita-se, porém, originar-se da parte íntima deste Continente, e com efeito, naquele lago celebrado pelos discursos de muitos, que recebe todos os rios e correntes das altíssimas montanhas do Peru, lançados em direção do oriente, e deságua por meio de rios enormes no oceano, em primeiro lugar o Rio de la Plata, sobre o qual não se duvida (...) Pois embora a nascente ou origem deste rio ainda não tenha sido examinada por ninguém, contudo uma razão evidente parece claramente demonstrar isto, pois que pelo contrário os outros rios que nesta extremidade do Brasil desembocam no oceano nos meses estivais, nos quais aqui as chuvas muito raras e escassas tanta abundância de ondas apresenta, que suas águas algumas milhas no mar ainda são retiradas doces". Sobre esse último aspecto há, de 1642, o relato de Adriaen Van Bullestrat, que testemunha: "Dia 29 [de dezembro], saímos do rio para o mar e à noite chegamos nas proximidades do Rio São Francisco e lançamos âncora para não derivar. Verificamos que a água do rio se estende mar adentro 5 ou 6 milhas e pode ser reconhecida". O relato de Johan Nieuhof, em 1682, praticamente repete as informações de Marcgraf.

#### Disputa no século XXI

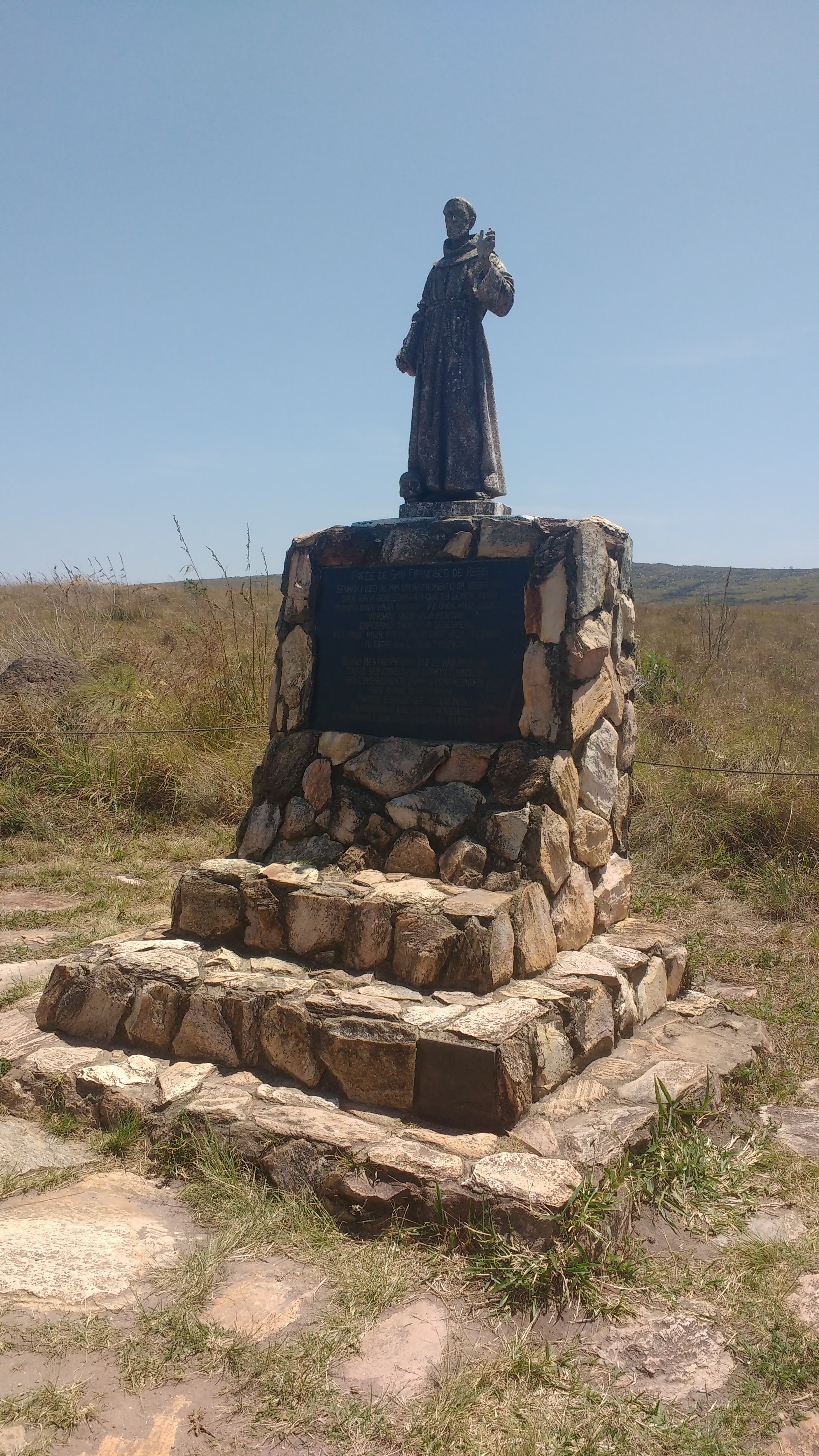
Estátua de São Francisco, na Serra da Canastra

Em 1972 foi criado o Parque Nacional da Serra da Canastra para proteger a nascente do rio, na cidade mineira de São Roque de Minas. Contudo, após um estudo realizado nos anos de 2001 e 2002 pela Codevasf que reconhecia o rio Samburá como o curso principal, tendo sua nascente no planalto do Araxá na cidade de Medeiros. Segundo o agrônomo Geraldo Gentil Vieira, que participou do estudo, foram usados “...quatro critérios: a distância da nascente até o encontro dos dois rios, o que tem maior bacia hidrográfica, o que tem maior calha e o que tem maior vazão. O Samburá ganhou em todos, então o estudo é conclusivo (...) O Samburá tem também um volume de água muito maior, é visível”, e considera ainda a maior distância das nascentes entre o ponto em que os cursos de água se encontram (98 quilômetros para o caso da nascente em São Roque, 147 no rio Samburá). Para ele, a mudança é necessária.
Em 2004 a cidade de Medeiros teria enviado uma solicitação ao Instituto Brasileiro de Geografia e Estatística para que efetuasse a mudança da localização da nascente, tendo por base a resolução 399/2004 da Agência Nacional de Águas (ANA) e uma placa chegou a ser colocada, em 2007, pela prefeitura, identificando a nascente do Samburá como sendo a do São Francisco. Em 2015 tanto a ANA quanto o IBGE não reconheciam a mudança da nascente, já que a resolução do primeiro apenas reconhece o rio Samburá como parte integrante do curso principal do rio São Francisco, sem entretanto reconhecer como nova nascente. Uma definição política de haver uma "nascente histórica" e outra "geográfica" também não é aceita pela ANA, no que é seguida pelo IBGE.

#### Determinação de nascente "dupla"
Face as discrepâncias na real extensão do rio em 2002 a CODEVASF criou uma equipe técnica encarregada de determinar, com critérios científicos, as medidas exatas. Na época os valores informados variavam de 2 624 (enciclopédias Britannica-Mirador e Delta-Larousse) a 3 200 (site da Bahiatursa), sem indicação da fonte de tais dados.
A equipe concluiu, então, por considerar o rio Samburá como sendo a parte do curso principal do rio São Francisco, e não aquela historicamente definida como na Serra da Canastra: "Com essas considerações, o cálculo da extensão do rio São Francisco pode ser considerado: 2 716 quilômetros, para o trecho entre a foz, no Oceano Atlântico, e a confluência entre o São Francisco e o Samburá. 98 , da confluência até as nascentes históricas, na Serra da Canastra. 147 quilômetros, da confluência até as nascentes do rio Samburá. Assim, o comprimento total do rio São Francisco é: 2 814 quilômetros, para o trecho tradicional do rio, com nascentes na Serra da Canastra. 2 863 quilômetros, para o trecho dito geográfico, consideradas as nascentes do rio Samburá".

### Geologia
O curso ancestral do baixo São Francisco dirigia-se para o norte, durante o cretáceo. Conforme registrou Oscar P. G. Braun: "A serra do Espinhaço e seu prolongamento para o norte através da Bahia, até a Chapada Diamantina, provavelmente representava outro grande divisor da drenagem terciária. No cretáceo talvez esse divisor se prolongasse até o Rio Grande do Norte, condicionando o curso do ancestral rio São Francisco a desaguar no Maranhão. A mudança de curso desse rio criou níveis de base locais no Nordeste, em consequência dos quais desenvolveram-se pediplanos peculiares da paisagem nordestina, que não encontram correspondentes no centro-sul do país (ex.: "Superfície Soledade")". Esse paleocurso teve, num estudo mais recente de 1994 por J. M. Mabesoone, aventada a possibilidade de que o desvio para o norte tenha durado até o Pleistoceno tardio a Médio, enquanto outros autores dão como sua foz onde hoje está o rio Mearim, em São Luís, e alguns estudos apontam que o fluxo para o leste atual tenha coincidido com o rifte de Gonduana.

### Clima
As condições pluviométricas, no baixo curso do São Francisco, diferem das constatadas nos médio e alto cursos. No baixo vale os meses mais chuvosos são, geralmente, os de maio, junho e julho. O período de estiagem perdura de setembro a fevereiro, sendo outubro o mês menos chuvoso. No médio e alto vales as maiores precipitações vão de novembro a março. O período menos chuvoso inicia-se em abril, estendendo-se até outubro, sendo junho, julho e agosto os meses de menores precipitações.
Devido à severa estiagem na Região Sudeste do Brasil em 2014, em 23 de setembro de 2014 o diretor do Parque Nacional da Serra da Canastra informou em entrevista que a principal nascente do rio São Francisco, localizada em São Roque de Minas, secou. Segundo o presidente do Comitê da Bacia Hidrográfica do Rio São Francisco (CBHSF), Anivaldo Miranda, a situação ameaça o nível das barragens da usina hidrelétrica de Três Marias e de usina hidrelétrica de Sobradinho, além de comprometer a biodiversidade e a qualidade da água do rio.

### Principais afluentes
- Rio Paraopeba
- Rio Paramirim
- Rio Abaeté
- Rio Indaiá
- Rio das Velhas
- Rio Jequitaí
- Rio Paracatu
- Rio Verde Grande
- Rio Santo Onofre
- Rio Carinhanha
- Rio Urucuia
- Rio Corrente
- Rio Grande
- Rio Pará
- Rio Pajeú
- Rio Moxotó
- Rio Salitre
- Rio Ipanema
- Rio Jacaré
- Rio Capivara

### Ictiofauna

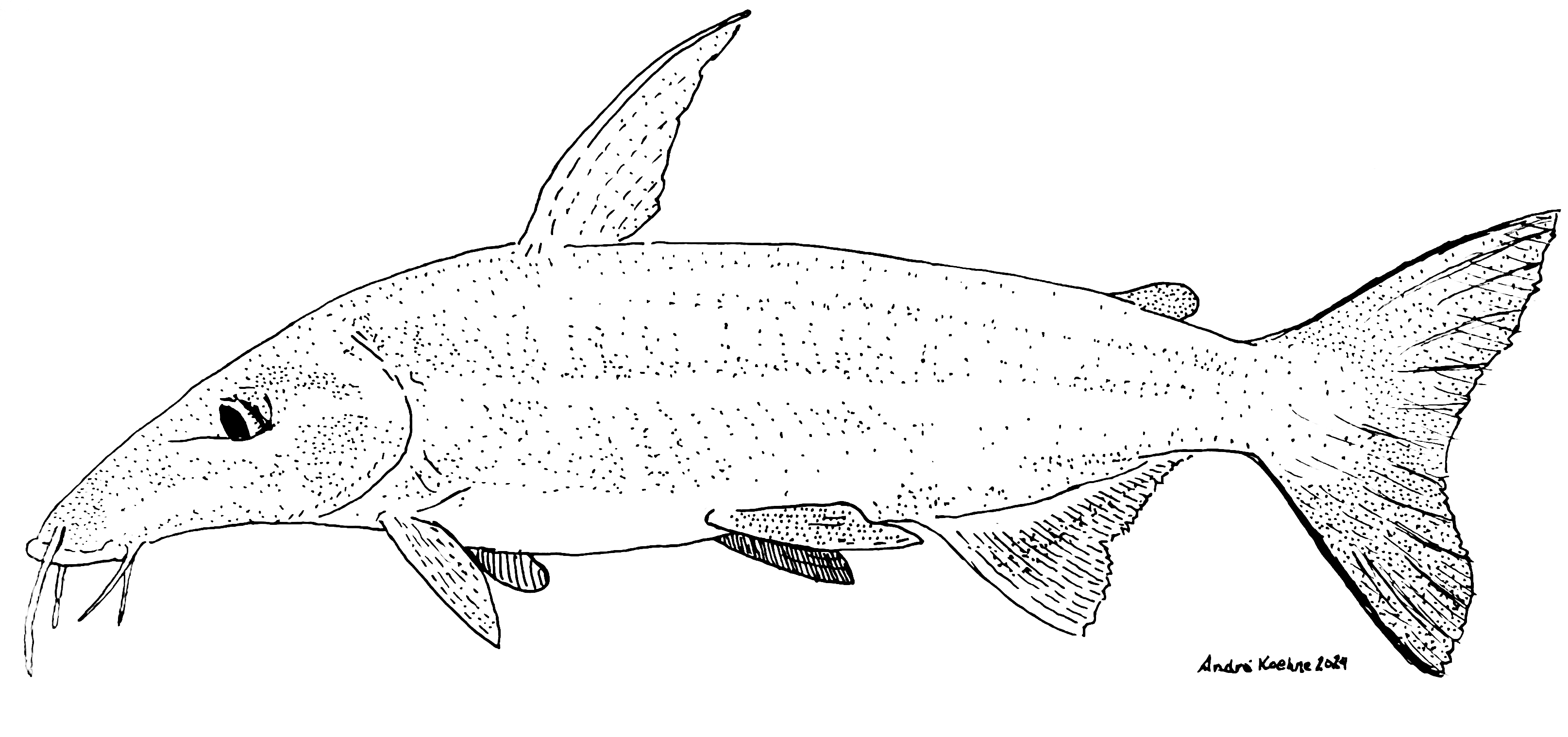
Conorhynchos conirostris, pirá-tamanduá, peixe símbolo do São Francisco.

Mais de 150 espécies de nativas foram registradas na bacia, e novas espécies ainda são identificadas, além das espécies ali introduzidas. Segundo registraram Alexandre Lima Godinho e Hugo Pereira Godinho, "Historicamente, o rio São Francisco foi uma das principais fontes brasileiras de pescado. Ele fornecia peixes suficientes para alimentar sua população ribeirinha e para atender ao mercado de outras regiões do Nordeste e do Sudeste do Brasil. A pesca era também uma das importantes fontes geradoras de recursos para sua população ribeirinha". Os autores acrescentam que "pescadores desportivos, provavelmente aos milhares, dirigiam-se anualmente às margens do rio. Centenas de estabelecimentos comerciais, como hotéis, restaurantes, clubes de pesca, peixarias e lojas, obtinham na pesca sua fonte principal ou secundária de recursos" As espécies com maior interesse pesqueiro são apaiari, piau-verdadeiro, pescada-cascuda, tucunaré, tilápia-do-congo e tilápia-do-nilo.
Entre os anos de 1985 e 2020 o rio perdeu metade de seu volume de água, o que causou grande impacto sobre os peixes do bioma, aliado à introdução de espécies invasoras, de modo que muitas espécies desapareceram ou ficaram difíceis de serem localizadas antes mesmo de serem catalogadas. Em Belo Horizonte há o Aquário da Bacia do Rio São Francisco, inaugurado em 2010 pela Fundação Zoo-Botânica. Em Paulo Afonso na Bahia existe um museu que reúne a biota do rio chamada "Coleção de Referência do Rio São Francisco", em Petrolina o Instituto Federal do Sertão Pernambucano também possui uma coleção exposta na sua sede.
O Conorhynchos conirostris, pirá-tamanduá, é considerado o peixe-símbolo do rio São Francisco e sua bacia.

## Importância econômica

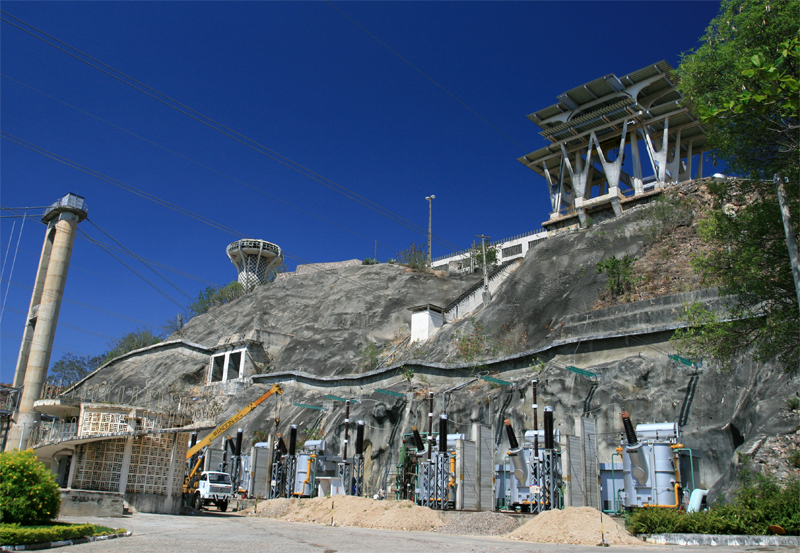
O Complexo Hidrelétrico de Paulo Afonso é um conjunto de usinas, localizado na cidade de Paulo Afonso, que produz 4 mil megawatts de energia, gerada a partir do desnível natural de 80 metros da cachoeira de Paulo Afonso, no rio São Francisco.

O rio São Francisco é também o maior responsável pela prosperidade de suas áreas ribeirinhas compreendidas pela denominação de Vale do São Francisco, onde cidades experimentaram maior crescimento e progresso como Petrolina, Pernambuco, Juazeiro na Bahia devido a agricultura irrigada. Essa região apresenta-se atualmente como a maior produtora de frutas tropicais do país, recebendo atenção especial, também, a produção de vinho, em uma das poucas regiões do mundo que obtêm duas safras anuais de uvas.

### Aproveitamento hidrelétrico
O Complexo Hidrelétrico de Paulo Afonso é um conjunto de usinas, localizado na cidade de Paulo Afonso, formado pelas usinas de Paulo Afonso I, II, III, IV e Apolônio Sales (Moxotó), que produz 4 000 megawatts de energia, gerada a partir do desnível natural de 80 metros da cachoeira de Paulo Afonso, no rio São Francisco. A Usina Hidrelétrica de Sobradinho está localizada nos municípios de Sobradinho e Casa Nova, estado da Bahia, a 40 quilômetros das cidades de Juazeiro (Bahia) e Petrolina (Pernambuco) e distante, aproximadamente 470 quilômetros do complexo hidrelétrico de Paulo Afonso. A usina tem uma potência instalada de 1 050 000 quilowatts (1 050 megawatts) e conta com 6 máquinas geradoras. A Usina está posicionada no rio São Francisco a 748 quilômetros de sua foz, possuindo, além da função de geração de energia elétrica, a de principal fonte de regularização dos recursos hídricos da região. Outras usinas hidrelétricas construídas ao longo do rio são a de Xingó, Itaparica (Luiz Gonzaga) e a de Três Marias.

### Condições de navegabilidade

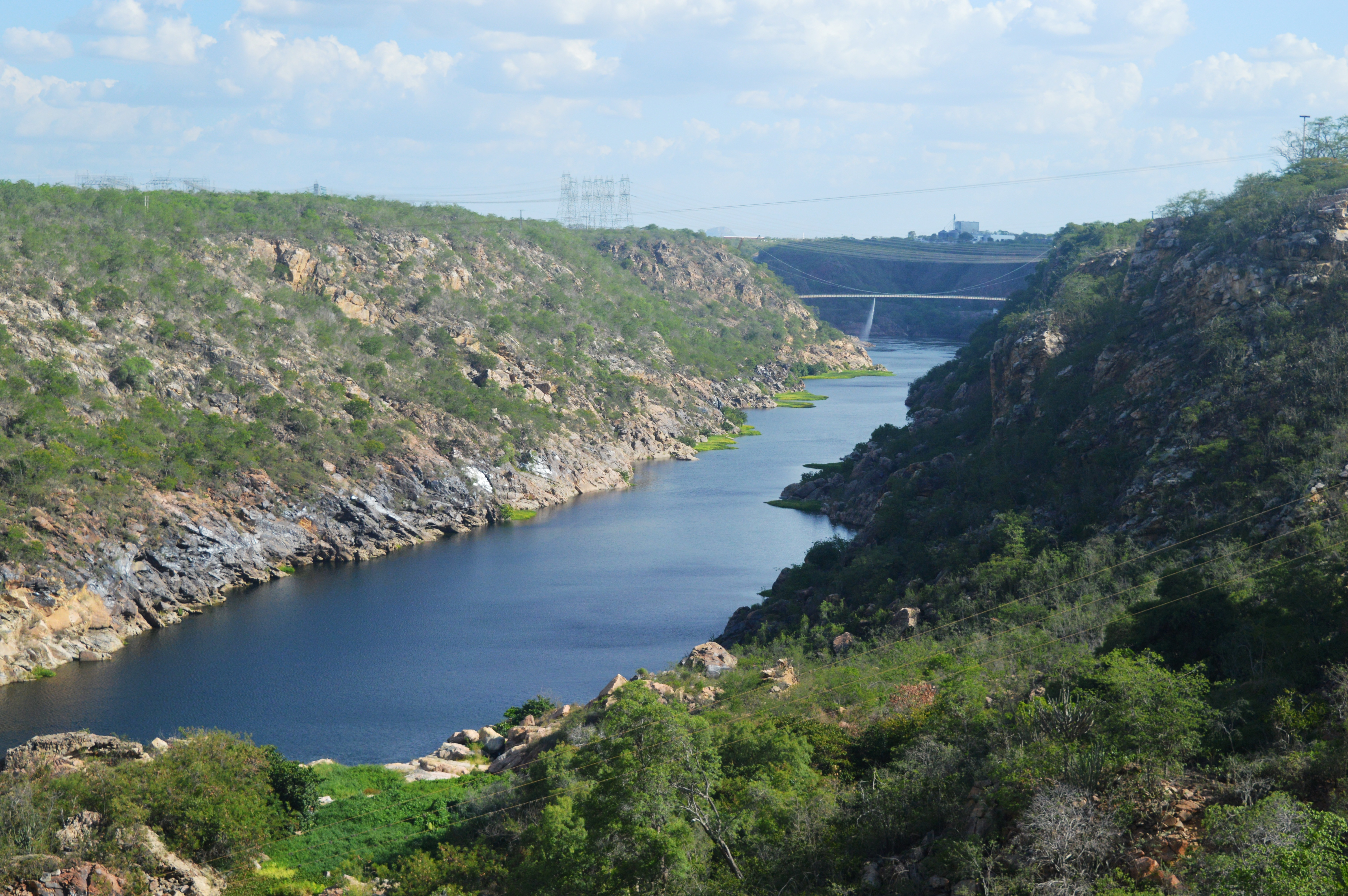
De Paulo Afonso a Canindé de São Francisco a navegação é feita pelo do cânion do São Francisco.

O rio São Francisco oferece condições naturais de navegação entre Pirapora e Petrolina/Juazeiro durante todo o ano, com variação de calado segundo o regime de chuvas. É navegável em seus trechos Médio e Baixo, sendo o Médio São Francisco compreendido entre Pirapora e Petrolina/Juazeiro e o Baixo entre Piranhas e a foz. Devido as diferentes características físicas existentes ao longo da via navegável, subdivide-se o trecho Pirapora a Petrolina/Juazeiro em três subtrechos, a saber:[carece de fontes?]
O trecho Pirapora a Pilão Arcado, com 1 015 quilômetros de extensão, apresenta condições bastantes distintas entre o período de estiagem e o de cheia, ocorrendo variações de níveis de até 6 metros. Na cheia o leito do rio é largo e regular, com estirões naturalmente navegáveis. No período de estiagem, a área molhada é menor, o talvegue se desenvolve entre ilhas e bancos de areia móveis ao longo do canal, que é desobstruído a medida que se torna necessário para manter a segurança da hidrovia. Há também, a existência de travessões rochosos e pedrais em alguns trechos, pedrais junto a margem e pedras isoladas no leito do rio, que são devidamente sinalizados e balizados, garantindo navegação segura. Quanto aos bancos de areia estima-se um volume anual de dragagem na ordem de 150 000 metros cúbicos a 250 mil metros cúbicos, dependendo das condições do rio. Para todos os pedrais existentes, é feita sinalização com placas e boias, e para alguns deles são feitos estudos quanto a possibilidade de derrocamento.[carece de fontes?]
De Pilão Arcado à Barragem de Sobradinho, a navegação é feita pelo Lago de Sobradinho ao longo de 314 quilômetros, caracterizando-se como navegação lacustre com excelentes profundidades. Trecho com 42 quilômetros de extensão e largura variando de 300 a 800 metros, garante calado de 2 metros para uma vazão da Barragem de Sobradinho de 1 500 metros cúbicos por segundo. A vazão defluente regularizada da usina de Sobradinho é de 2 063 metros cúbicos por segundo. De Paulo Afonso a Canindé de São Francisco é navegável do cânion do São Francisco, entre o Complexo Hidrelétrico de Paulo Afonso e a Usina Hidrelétrica de Xingó. Com uma extensão de 208 quilômetros, apresenta navegação turística.[carece de fontes?]

### Hidrovia
Equivalente à distância entre Brasília e Salvador, essa é, sem dúvida, a mais econômica forma de ligação entre o Centro Sul e o Nordeste. Com o seu extremo sul localizado na cidade de Pirapora, a hidrovia do São Francisco é interligada por ferrovias e estradas aos mais importantes centros econômicos do Sudeste, além de fazer parte do Corredor de Exportação Centro-Leste. Ao norte, nas cidades vizinhas a Juazeiro e Petrolina, a hidrovia está ligada às principais capitais do Nordeste, dada a posição geográfica destas duas cidades.[carece de fontes?]
O rio São Francisco oferece condições naturais de navegação durante todo o ano, cuja profundidade varia de acordo com o regime de chuvas (calado). Seu porto mais importante é o de Pirapora, interligado aos portos fluviais de Petrolina e Juazeiro e aos marítimos de Vitória, Rio de Janeiro, Santos, Salvador, Recife e Porto de Suape, através de rodovias e ferrovias.[carece de fontes?]
Em grande parte do vale do São Francisco as áreas mais propícias ao aproveitamento agrícola situam-se às margens do mesmo. Por esse motivo a maior parcela da população do vale se encontra nas proximidades do rio. A hidrovia do São Francisco, através do programa Avança Brasil, passa por uma etapa de grandes intervenções físicas. Aliadas a isso estão as ações de operacionalidade da via. Todas essas ações permitirão que a hidrovia do São Francisco atenda a crescente demanda de tráfego, não só na região ribeirinha, mas de todo o país, consolidando-se, assim, como um dos principais elos entre o Sudeste e o Nordeste.[carece de fontes?]

### Transposição

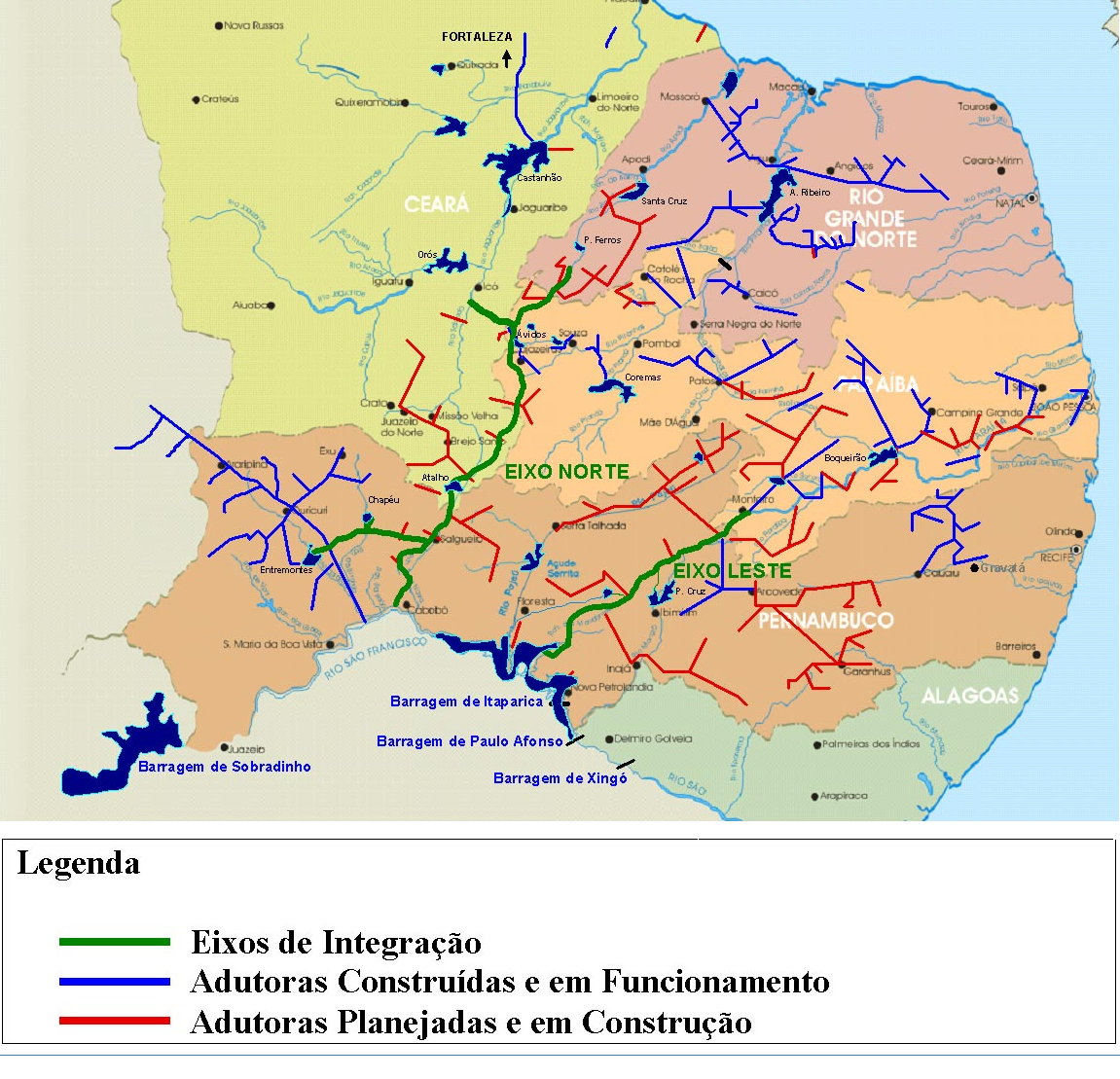
Mapa da Transposição

A transposição do rio São Francisco se refere ao antigo projeto de transposição de parte das águas do rio São Francisco, nomeado pelo governo brasileiro como "Projeto de Integração do rio São Francisco com Bacias Hidrográficas do Nordeste Setentrional". O projeto é um empreendimento do Governo Federal, sob a responsabilidade do Ministério da Integração Nacional (MI). Orçado, atualmente, em 6,8 bilhões de reais, que prevê a construção de dois canais que totalizam 700 quilômetros de extensão.
O projeto prevê a irrigação da região semiárida do nordeste brasileiro. O ponto polêmico no projeto tem como base o fato de ser uma obra cara e que, supostamente, abrangeria apenas 5% do território e 0,3% da população do semiárido brasileiro e que afetaria intensamente o ecossistema ao redor de todo o rio São Francisco.
Há também o argumento de que essa transposição só iria beneficiar os grandes latifundiários nordestinos pois grande parte do projeto passa por grandes fazendas e os problemas com a seca no Nordeste não seriam solucionados.
O principal argumento da polêmica dá-se sobretudo pela destinação do uso da água: os críticos do projeto alegam que a água seria retirada de regiões onde a demanda por água para uso humano e dessedentação animal é maior que a demanda na região de destino e que a finalidade última da transposição é disponibilizar água para a agroindústria e a carcinicultura.[carece de fontes?]

### Adutora
A Adutora do Algodão (oficialmente Sistema Integrado de Abastecimento de Água do Algodão - SIAA do Algodão), é o sistema de fornecimento hídrico a municípios do Alto Sertão do estado brasileiro da Bahia e que integram a sub-bacia do rio das Rãs a partir da captação de água no rio São Francisco. Segundo a Empresa Baiana de Águas e Saneamento (Embasa) em informe publicitário, "é composto por uma estação de tratamento construída na localidade de Julião, no município de Malhada, com capacidade para tratar e distribuir 32,4 milhões de litros de água por dia ou 480 litros por segundo. O SIAA também conta com aproximadamente 350 quilômetros de tubulações de diversos diâmetros, nove grandes reservatórios e 15 estações elevatórias responsáveis por bombear a água desde a estação de tratamento até as cidades e localidades rurais atendidas".
O projeto fez parte da fase II do Programa de Aceleração do Crescimento (PAC). A primeira etapa do sistema começou a funcionar em 2012 com o objetivo de atender a 165 000 residências nas cidades de Candiba, Guanambi, Iuiu, Malhada, Matina, Palmas de Monte Alto e Pindaí através de 265 quilômetros de tubulações. Na segunda etapa, por meio de estações elevatórias efetivou-se o atendimento no segundo trimestre de 2016 a Caetité e aos povoados de Morrinhos (Guanambi) e Maniaçu (Caetité); possuía então uma vazão de 170 litros por habitante por dia. Na terceira, atendeu a Lagoa Real e ao distrito de Ibitira, em Rio do Antônio.

## Cultura

### Carrancas
Carranca ou Cabeça de proa é uma escultura com forma humana ou animal, produzida em madeira e utilizada a princípio na proa das embarcações que navegam pelo Rio São Francisco. 

### Nego-d'água
Caboclo-d'Água ou Caboco-d'Água (também chamado de Bicho-d'água, Rolão, Romão, Romãozinho, Moleque-d'água ou Negro-d'água) é um ser mítico, defensor do Rio São Francisco, que assombra e mata os pescadores e navegantes aos quais antipatiza, chegando mesmo a virar e afundar embarcações.